# Thomas Zwiefelhofer

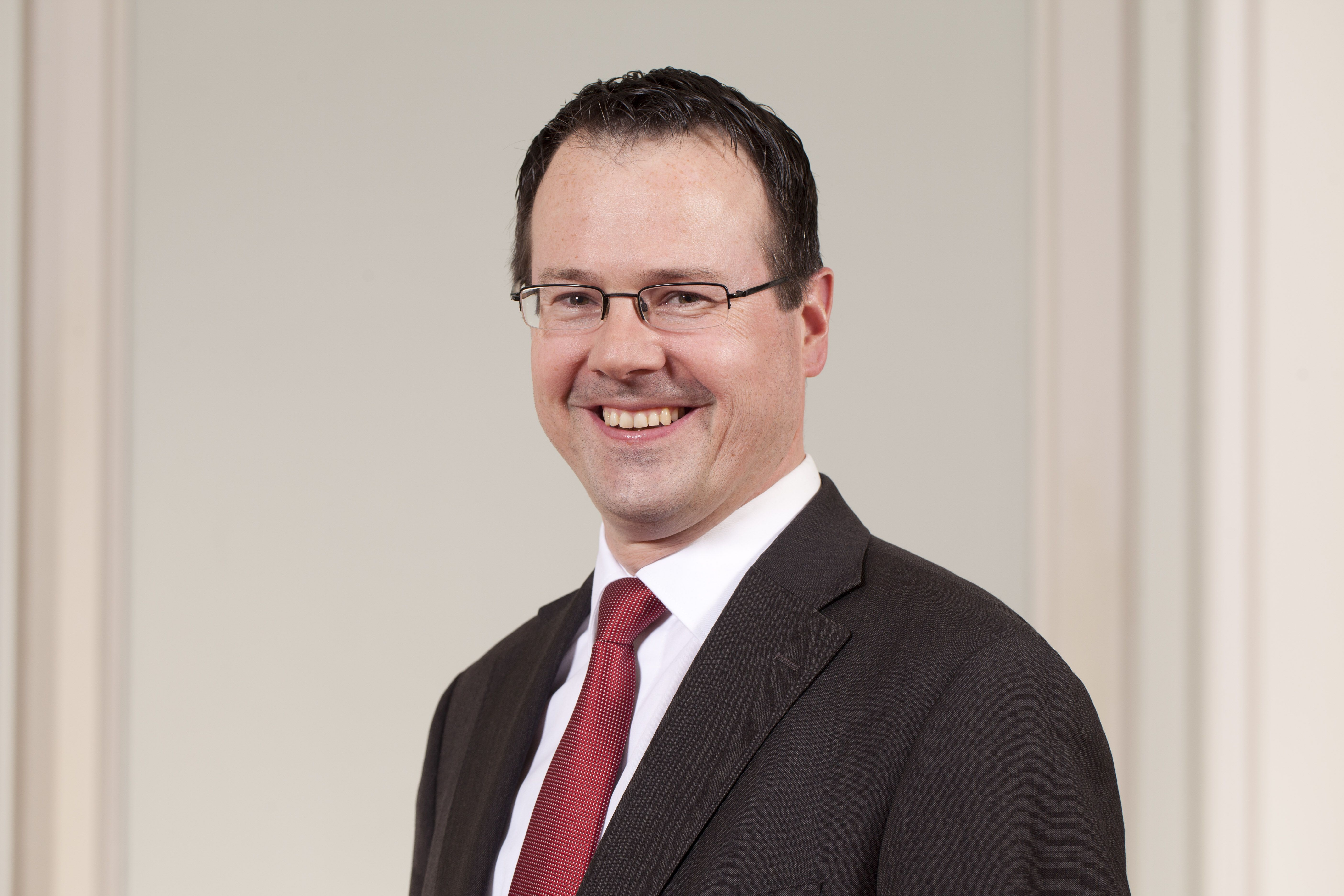
Thomas Zwiefelhofer (2013)

Thomas Zwiefelhofer (* 10. Dezember 1969 in Grabs) ist ein liechtensteinischer Politiker (VU). Er war von 2013 bis 2017 als Regierungschef-Stellvertreter mit Zuständigkeit für das Ministerium für Inneres, Justiz und Wirtschaft Mitglied der Regierung des Fürstentums Liechtenstein. Seit dem 22. März 2021 ist er Parteipräsident der Vaterländischen Union. 

## Biografie

### Ausbildung und Werdegang
Thomas Zwiefelhofer besuchte von 1981 bis 1989 das Liechtensteinische Gymnasium in Vaduz, wo er die Eidgenössische Matura Typus B ablegte. Anschliessend studierte er bis 1996 an der ETH Zürich Architektur und schloss das Studium als Diplom-Architekt ab. Daran schloss sich eine zweijährige Berufstätigkeit als Architekt und Projektleiter bei der ZRH Architekten AG in Zollikon an.
Von 1998 bis 2000 studierte Zwiefelhofer schliesslich Rechtswissenschaften an der Universität St. Gallen, wo er zunächst das Lizenziat der Rechtswissenschaft erlangte. Beruflich übte er dann bis zu seinem Regierungseintritt im Jahr 2013 den Juristenberuf beim Allgemeinen Treuunternehmen in Vaduz aus, wo er seit 2003 auch Mitglied der Geschäftsleitung war. Im Jahr 2002 absolvierte er an der Fachhochschule Liechtenstein den Fachhochschullehrgang Treuhandwesen. 2007 promovierte Zwiefelhofer mit der Dissertation «Die Sorgfaltspflichten des liechtensteinischen Geldwäschereirechts verglichen mit den entsprechenden Bestimmungen des schweizerischen Rechts» an der Universität St. Gallen und wurde damit Doktor der Rechtswissenschaften. 2009/10 absolvierte er darüber hinaus ein Certificate of Advanced Studies in nationalem und internationalem Steuerrecht an der Universität Liechtenstein. Seit dem 1. September 2017 arbeitet Zwiefelhofer als Member of the Group Board bei der First Advisory Group in Vaduz.
Von 2002 bis 2006 war er Präsident der Pfadfinder und Pfadfinderinnen Liechtensteins. Von 2007 bis 2013 fungierte er als Honorarkonsul der Republik Polen in Liechtenstein. Seit dem 29. Juni 2018 ist Zwiefelhofer Honorarkonsul der Tschechischen Republik im Fürstentum Liechtenstein.
Am 22. Juni 2020 wählte die Mitgliederversammlung der Vereinigung liechtensteinischer gemeinnütziger Stiftungen und Trusts e.V. (VLGST) Zwiefelhofer zum Nachfolger des langjährigen Präsidenten Hans Brunhart.

### Politische Karriere
Zwiefelhofer gehörte von 2007 bis 2011 für die Vaterländische Union dem Gemeinderat von Vaduz an, wo er die Funktion des Fraktionssprechers innehatte. Des Weiteren war er von 2009 bis 2013 Parteivizepräsident für den Wahlkreis Oberland und damit einer der beiden Vizepräsidenten der Partei.
Nachdem er bei der Landtagswahl in Liechtenstein 2013 als Spitzenkandidat für die Vaterländische Union ins Rennen gegangen war, wurde Zwiefelhofer in der Folge am 27. März 2013 zum Regierungschef-Stellvertreter in die FBP-VU-Koalitionsregierung gewählt. Er führte als solcher das liechtensteinische Ministerium für Inneres, Justiz und Wirtschaft. Aufgrund des Abschneidens seiner Partei bei der Landtagswahl in Liechtenstein 2017, bei der er erneut Spitzenkandidat war, verzichtete Zwiefelhofer auf ein erneutes Regierungsamt und schied mit der Angelobung der neuen Regierung am 30. März 2017 aus dem Amt aus.
Am 25. Februar 2017 erhielt Zwiefelhofer das Grosse Goldene Ehrenzeichen am Bande für Verdienste um die Republik Österreich aus den Händen des damaligen Bundesministers für Justiz, Wolfgang Brandstetter. Am 8. Juni 2017 wurde ihm das Komturkreuz mit Stern des Fürstlich Liechtensteinischen Verdienstordens verliehen.
Zwiefelhofer wurde am 22. März 2021 vom Parteitag der Vaterländischen Union als Nachfolger von Günther Fritz zum Parteipräsidenten gewählt. Er übt die Funktion des Parteipräsidenten nebenberuflich und ehrenamtlich aus.

## Privatleben
Thomas Zwiefelhofer ist mit Susanne Zwiefelhofer verheiratet und Vater von drei gemeinsamen Kindern. Er wohnt mit seiner Familie in Vaduz.